# Jean Baylot
Ne doit pas être confondu avec Jean Baylet.
Jean Baylot, né le 27 mars 1897 à Pau (France) et mort le 3 février 1976 à Paris 15e, est un homme politique et franc-maçon français.

## Biographie

### Enfance et formation
Après une scolarité à Pau, au Collège de l’Immaculée Conception, il sort diplômé de l’école supérieure du bois de Paris. Il est engagé volontaire du 1er septembre 1917 à l’armistice du 11 novembre 1918.

### Postier et syndicaliste
Jean Baylot, avant de tenir une fonction préfectorale sous la IVe République, fait une carrière administrative aux PTT.
Il entre aux PTT à l'âge de 17 ans, après avoir réussi le concours des surnuméraires. Nommé à Bordeaux, il est titularisé en tant que commis, à Paris en juin 1919. Il s'inscrit au Syndicat national des agents des PTT, affilié à la CGT. Il est gérant du journal de ce syndicat, Syndicalisme des P.T.T. en 1920. En 1924, il est secrétaire général du syndicat, dont les effectifs avoisineraient 25 000 adhérents. D'après Nicolas Sarkozy, dans un livre sur Georges Mandel, Jean Baylot s'est heurté à Mandel lors d'une grève des postiers à Nice, qui a fait venir des postiers de Paris pour briser une grève des postiers niçois[réf. nécessaire][style à revoir].
En 1925, il est élu CGT au Conseil supérieur des PTT : pour 63 674 inscrits dans la catégorie des agents, et 37 990 votants, il obtient 32 692 voix, alors que son concurrent de la CGTU ralliait 2 209 suffrages. Son cursus syndical prend fin vers 1930. Il reprend alors son parcours professionnel. Il est rédacteur principal, puis inspecteur, quand la guerre survient.

### Résistant, puis préfet de police
Résistant pendant la guerre, Jean Baylot débute ensuite une carrière préfectorale et ministérielle. Il est  préfet délégué des Basses-Pyrénées de 1944 à 1946, puis préfet de la Haute-Garonne de 1946 à 1947 puis préfet des Bouches du Rhône de 1948 à 1951.
Il quitte provisoirement la préfectorale pour intégrer, le 14 juin 1947, le premier gouvernement Paul Ramadier en tant que secrétaire général chargé du ravitaillement, en remplacement de Georges Rastel.
L'année suivante, il devient préfet des Bouches-du-Rhône. Il reste à ce poste jusqu'en 1951, date à laquelle il est nommé préfet de police de Paris. Il est limogé le 14 juillet 1954 lorsque François Mitterrand, ministre de l'Intérieur dans le gouvernement Mendès France depuis le juin, apprend par une enquête des Renseignements généraux que les tracts du Parti communiste et appelant à des manifestations violentes le 14 juillet ont été en réalité imprimés par la préfecture de police elle-même,.
Après avoir décliné l'offre d'un haut poste diplomatique, Jean Baylot est nommé préfet hors cadre à partir de 1955 et préfet de police honoraire en 1959. Il est mis en cause à l'occasion de l'affaire des fuites car sous son autorité, le commissaire Jean Dides a mis en place une cellule chargée de la surveillance du Parti communiste. Dides a été victime, puis complice d'une manipulation visant à faire croire à la trahison d'un ministre des gouvernements Laniel puis Mendès France.
C'est sous sa responsabilité que la police réprime violemment une manifestation d'Algériens, le 14 juillet 1953, où sept manifestants sont tués.
Mis en disponibilité en 1955, il se tourne vers la vie politique et se porte candidat à la première élection législative de la Cinquième République, à Paris, contre le gaulliste Roger Barberot. Élu facilement au second tour, il rejoint temporairement le CNI. Du fait, notamment, de sa faible activité législative, il est battu lors de l'élection de 1962 par Jacques Marette.

### Franc-maçonnerie
Il se consacre à la franc-maçonnerie. En septembre 1938 il est élu pour la première fois au conseil de l'ordre du Grand Orient de France, où il siégera encore deux fois dans les années 1950 et dont il sera le grand maître adjoint. En 1959  il devient  un dignitaire de la Grande Loge nationale française, dont il a été grand orateur (1961-1963), deuxième grand surveillant (1963-1965) et grand maître provincial de Guyenne (1965-1968). En 1948 il fonde à Marseille la loge  « Rectitude », travaillant au Rite écossais rectifié et en 1953 à Paris la loge « L'Europe unie », ouverte aux frères persécutés  de l'Europe de l'Est, dont il devient le premier vénérable maître, en 1961 il fonde en Belgique la loge « Marianne » no 75 et ensuite en 1968 la loge « La Pierre angulaire » no 129. Le 30 novembre 1963, avec le frère Marius Lepage, il est membre fondateur de la loge « Ambroise Paré » à l'orient de Laval, travaillant au Rite écossais ancien et accepté. Avec Paul Naudon, Jean Granger, Pierre Mariel, Jean Saunier et d'autres il fonde en 1964 la loge d'étude et de recherches de la Grande Loge nationale française « Villard de Honnecourt »  no 81.
Sous le nom d'ordre de « Eques a Libertate » il est armé Chevalier bienfaisant de la Cité sainte par le grand prieur du Grand Prieuré des Gaules, dont il devient en 1962 le grand chancelier et en 1973 le grand prieur national et grand maître de l'ordre rectifié en France. En 1959 il a aussi été affilié à la Grande Loge « Amon-Râ »  pour la France du Suprême Conseil des rites orientaux et primitifs de Memphis et de Misraïm réunis et en 1963 il a été reçu dans l'Ordre martiniste sous le nom de « Libertas ».
Grand collectionneur, il légua à la Bibliothèque nationale de France près de 2 500 ouvrages, documents et pièces maçonniques. La mise en vente publique de 649 lots, les 30 juin et 1er juillet 1984, chez Drouot, fut l’une des plus importantes ventes françaises d’objets maçonniques,.

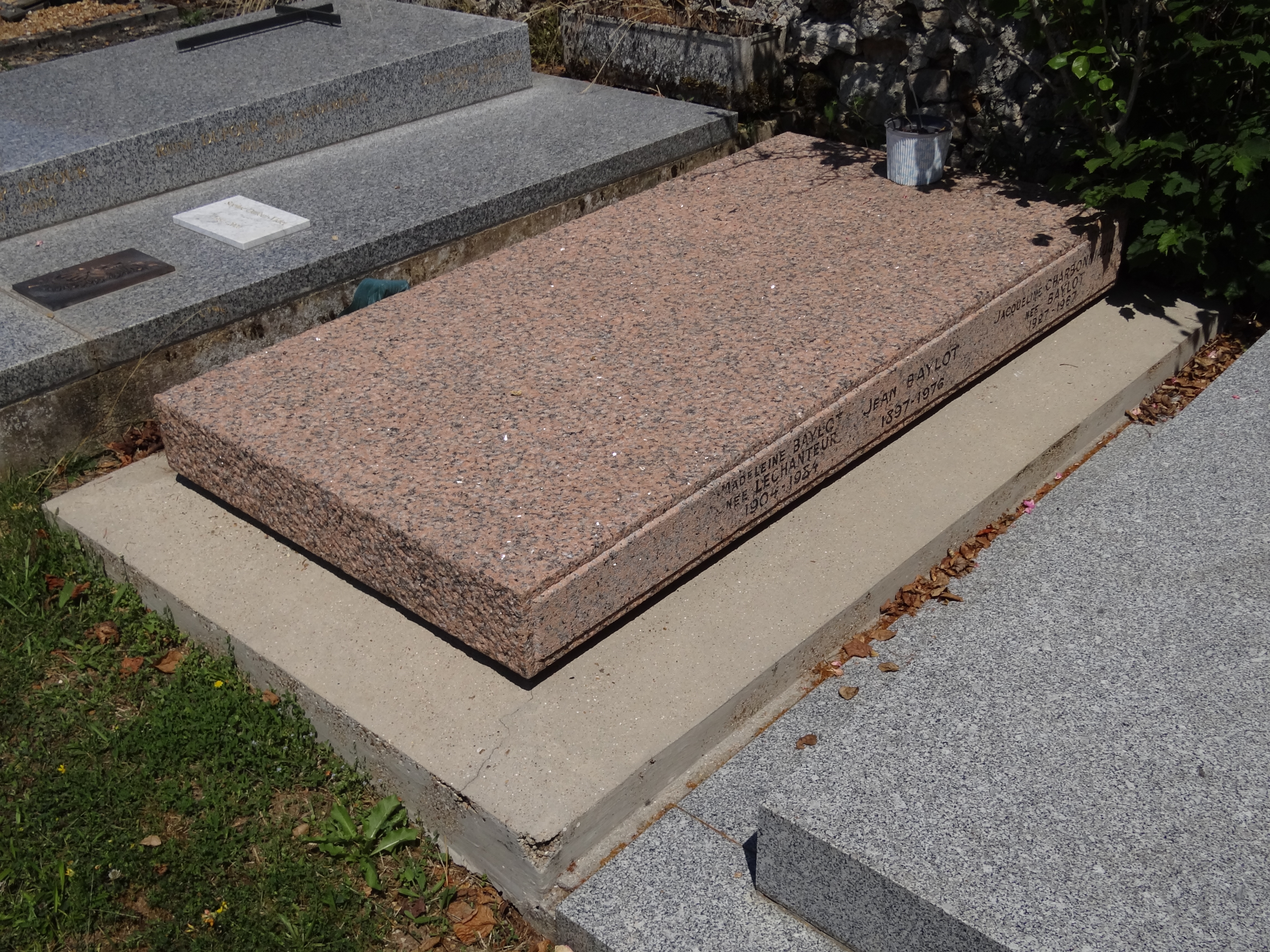
La tombe de Jean Baylot au cimetière d'Hermeray (Yvelines).

Le 31 mars 1976, le grand maître de la Grande Loge nationale française Auguste-Louis Derosière consacre à Neuilly une loge de Rite écossais rectifié portant son nom: la loge « Jean Baylot » no 190, mise en sommeil pendant plusieurs années, elle est réactivée en 2004 pour devenir une loge de recherche provinciale en relation avec la loge nationale de recherche Villard de Honnecourt.

#### Critiques
Influencé par la lecture des ouvrages de René Guénon et d'Oswald Wirth, en 1968 il publie La voie substituée, ouvrage sur l'évolution du Grand Orient de France au XIXe siècle où il dénonce ce qu'il considère comme des erreurs et les errements du Grand Orient de France dans les années 1800-1870, ouvrage qui a eu un grand retentissement dans les milieux maçonniques français et a soulevé beaucoup de critiques dans les milieux de la franc-maçonnerie « libérale », mais qui a été aussi très apprécié dans ceux de la franc-maçonnerie dite « régulière ».

## Décoration
- Grand-croix de l'ordre de l'Étoile noire (1954)[13]

## Mandats
- Secrétaire général au Ravitaillement du gouvernement Paul Ramadier (1) (du 14 juin au 22 octobre 1947)
- Député (Indépendants et paysans d'action sociale) de la Seine (1958-1962)

## Publications
- La voie substituée. Recherche sur la déviation de la Franc - Maçonnerie en France et en Europe, Préface de Marius Lepage, Paris, Dervy - Livres, 1968, prix Albéric-Rocheron de l'Académie française en 1969.
- Oswald Wirth 1860-1943: rénovateur et mainteneur de la véritable franc-maçonnerie, Paris, Dervy Livres, 1975.
- Histoire du R.E.R. en France au XXe siècle, Paris, Éditions Villard de Honnecourt, 1976.